# David Kinsombi
David Kinsombi (Rüdesheim am Rhein, 12 dicembre 1995) è un calciatore tedesco, centrocampista del Preußen Münster in prestito dal Paderborn.

## Biografia
Anche suo fratello Christian è un calciatore professionista.